# Max Chilton
Pour les articles homonymes, voir Chilton.
Max Chilton, né le 21 avril 1991 à Reigate, est un pilote automobile britannique.

## Biographie

### Jeunesse
Il est le fils de Grahame Chilton, homme d'affaires dans les assurances ayant participé à la reprise de l'écurie Carlin Motorsport en 2009,. Son frère, Tom Chilton, est pilote de voitures de tourisme en BTCC et WTCC.
Il débute en sport mécanique à l'âge de 10 ans avec le karting puis se tourne vers l'automobile à 14 ans avec le championnat T Cars, un championnat de voitures de tourisme britannique ouvert aux pilotes de 14 à 17 ans.

### Formules de promotions

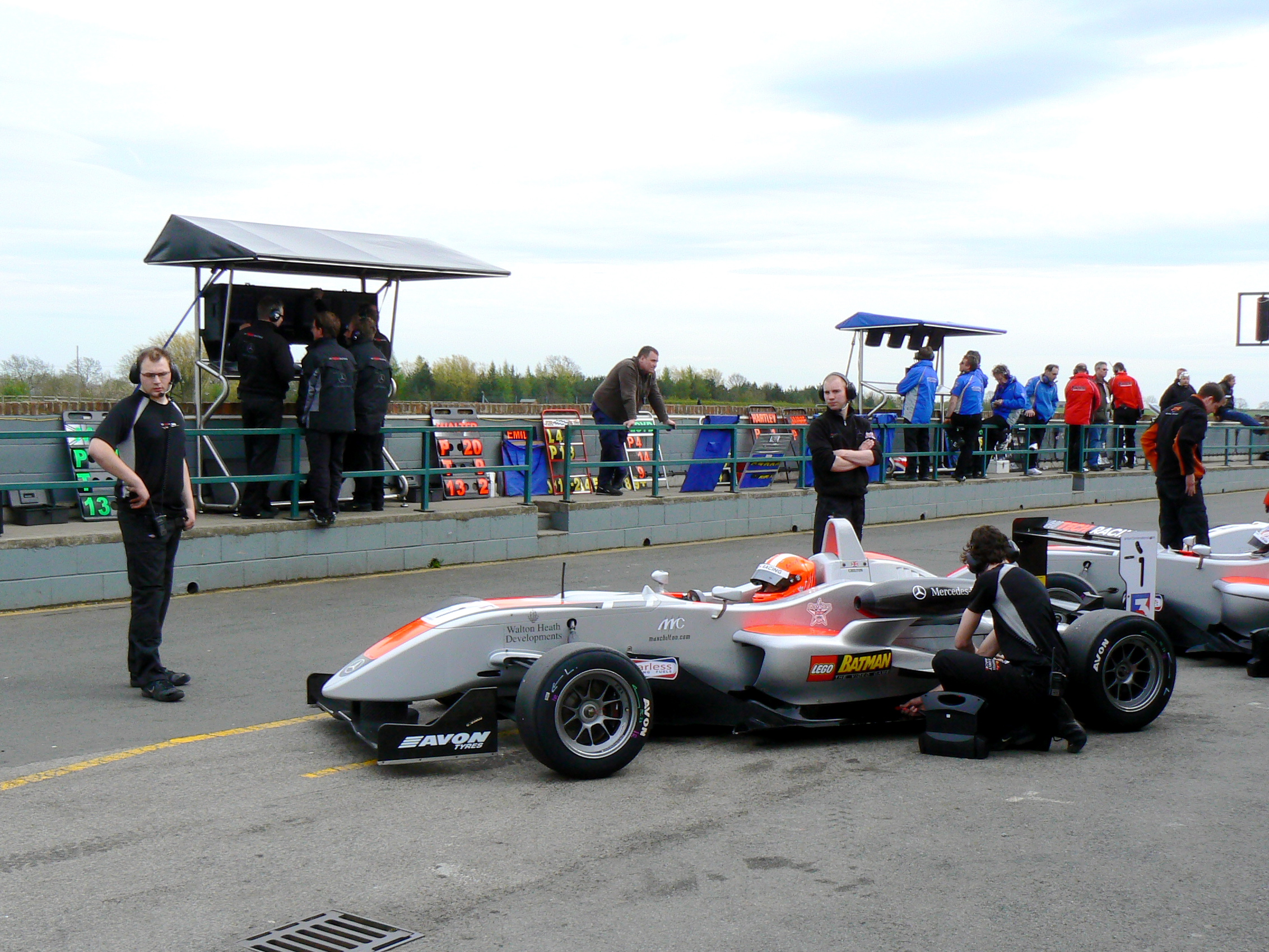
Max Chilton en 2008 en Formule 3 britannique.

En 2007, il participe aux 1 000 km de Silverstone sur une Zytek du Arena Motorsport partagée avec son frère. Max gravit les échelons en passant par la Formule 3 britannique puis les GP2 Series, terminant quatrième de sa dernière saison en 2012.
Il participe aux essais « jeunes » de Formule 1 avec Force India à Abou Dabi en 2011 puis signe avec Marussia F1 Team comme pilote de réserve pour la deuxième partie de la saison 2012. Il participe à ce titre à la séance d'essais du vendredi lors du Grand Prix d'Abou Dabi 2012.

### 2013-2014: Formule 1

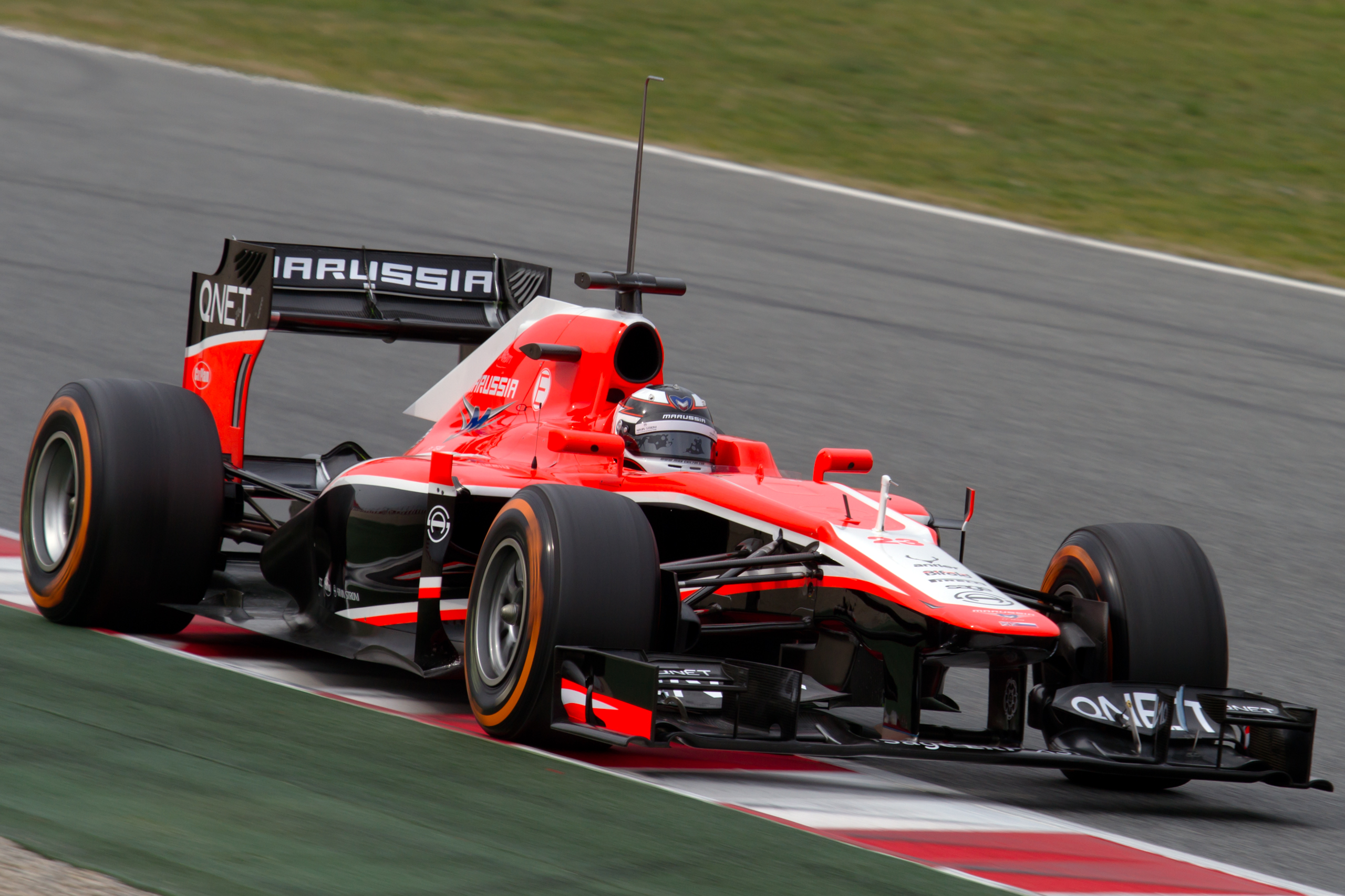
Max Chilton sur la Marussia MR02 lors des essais de pré-saison de la saison 2013, sur le circuit de Barcelone.

Il est titularisé en Formule 1 par l'écurie Marussia F1 Team pour la saison 2013. Lors de sa première saison avec Marussia en tant que pilote titulaire de Formule 1 en 2013, il devient le premier novice à terminer ses 19 premières courses et bat le record de Tiago Monteiro, datant de 2005, qui avait terminé ses 17 premières courses.
Il reste toutefois éclipsé par les performances de son coéquipier Jules Bianchi, qui marque les uniques points de Marussia en F1, au Grand Prix de Monaco 2014. Au Grand Prix du Canada 2014, sa vingt-sixième course en Formule 1, il percute son équipier Jules Bianchi dans le premier tour et connaît son premier abandon dans la discipline. La fin de la saison 2014 verra la descente aux enfers de la carrière du Britannique, avec le très grave accident de son coéquipier français au Grand Prix du Japon, puis la mise en liquidation judiciaire de l'équipe avant la fin du championnat, ce qui pousse l'équipe à ne pas participer aux trois dernières courses de l'année,,.
Il est pendant quelque temps, considéré comme un candidat potentiel pour un baquet dans la nouvelle équipe américaine Haas F1 Team pour sa première saison en 2016, mais les négociations échouent.

### 2015: endurance
Le 2 mars 2015, il est confirmé au volant d'une des trois Nissan GT-R LM NISMO pour les 24 Heures du Mans 2015 en catégorie LMP1. La saison est très difficile pour le constructeur nippon qui déclare forfait pour la saison 2016, laissant Chilton sur la touche.

### Depuis 2015: départ pour les États-Unis
En 2015, Max Chilton rejoint les États-Unis, signant avec Carlin Motorsport. Engagé en Indy Lights, l'antichambre de l'IndyCar Series, il remporte sa première victoire dans la discipline le 18 juillet 2015 et la dédie à son ancien coéquipier Jules Bianchi, mort la veille,. Il termine cinquième du championnat, avec cette unique victoire.
En 2016, il rejoint Chip Ganassi Racing en IndyCar Series. En 2018, il retrouve l'écurie Carlin, qui fait son entrée en IndyCar. 
En 2022, il établit le record de la course de côte du festival de vitesse de Goodwood en 39 s 08, au volant d'une McMurtry Spéirling Pure, une supercar électrique.

## Carrière avant la Formule 1
| Saison | Championnat                          | Équipe                  | Courses | Victoires | Poles | M/Tours | Podiums | Points | Position |
| ------ | ------------------------------------ | ----------------------- | ------- | --------- | ----- | ------- | ------- | ------ | -------- |
| 2005   | T Cars                               | ?                       | ?       | ?         | ?     | ?       | 7       | ?      | 8e       |
| 2005   | Trophée d'Automne T Cars             | ?                       | 7       | 0         | 0     | 0       | 4       | 106    | 3e       |
| 2006   | T Cars                               | Tomax                   | 20      | 7         | 7     | ?       | 14      | 167    | 2e       |
| 2007   | Championnat britannique de Formule 3 | Arena Motorsport        | 20      | 0         | 0     | 0       | 0       | 0      | 18e      |
| 2008   | Championnat britannique de Formule 3 | Hitech Racing           | 22      | 0         | 2     | 1       | 2       | 72     | 10e      |
| 2009   | Championnat britannique de Formule 3 | Carlin Motorsport       | 20      | 1         | 4     | 2       | 5       | 171    | 4e       |
| 2009   | Formula Renault 3.5 Series           | Comtec Racing           | 1       | 0         | 0     | 0       | 0       | 0      | 40e      |
| 2010   | GP2 Series                           | Ocean Racing Technology | 20      | 0         | 0     | 0       | 0       | 3      | 25e      |
| 2011   | GP2 Series                           | Carlin                  | 18      | 0         | 0     | 0       | 0       | 4      | 20e      |
| 2012   | GP2 Series                           | Carlin                  | 24      | 2         | 2     | 0       | 4       | 169    | 4e       |

- † – Résultats dans sa catégorie
- (*) – Saison en cours
- N/A – Points non attribués

Palmarès (sport automobile)
- Vice-champion de Grande-Bretagne de T-Cars

## Résultats en championnat du monde de Formule 1
| Saison | Écurie           | Châssis | Moteur      | Pneus   | GP disputés | Pole positions | Victoires | Podiums | Abandons | Records du tour | Points inscrits | Classement |
| ------ | ---------------- | ------- | ----------- | ------- | ----------- | -------------- | --------- | ------- | -------- | --------------- | --------------- | ---------- |
| 2013   | Marussia F1 Team | MR02    | Cosworth V8 | Pirelli | 19          | 0              | 0         | 0       | 0        | 0               | 0               | 23e        |
| 2014   | Marussia F1 Team | MR03    | Ferrari V6  | Pirelli | 16          | 0              | 0         | 0       | 3        | 0               | 0               | 21e        |

| Année | Écurie           | Châssis       | Moteur                 | 1      | 2      | 3      | 4      | 5      | 6      | 7        | 8      | 9      | 10     | 11     | 12     | 13       | 14     | 15     | 16       | 17     | 18     | 19     | 20  | Classement | Points |
| ----- | ---------------- | ------------- | ---------------------- | ------ | ------ | ------ | ------ | ------ | ------ | -------- | ------ | ------ | ------ | ------ | ------ | -------- | ------ | ------ | -------- | ------ | ------ | ------ | --- | ---------- | ------ |
| 2012  | Marussia F1 Team | Marussia MR01 | Cosworth CA2012 2.4 V8 | AUS    | MAL    | CHN    | BHR    | ESP    | MON    | CAN      | EUR    | GBR    | GER    | HUN    | BEL    | ITA      | SIN    | JPN    | COR      | IND    | ABU TD | USA    | BRA | –          | –      |
| 2013  | Marussia F1 Team | Marussia MR02 | Cosworth CA2013 2.4 V8 | AUS 17 | MAL 16 | CHI 17 | BAH 20 | ESP 19 | MON 14 | CAN 19   | GBR 17 | ALL 19 | HON 17 | BEL 19 | ITA 20 | SIN 17   | JPN 17 | COR 19 | IND 17   | ABD 21 | USA 21 | BRE 19 |     | 23e        | 0      |
| 2014  | Marussia F1 Team | Marussia MR03 | Ferrari 059/3 1.6 V6 t | AUS 13 | MAL 15 | BHR 13 | CHI 19 | ESP 19 | MON 14 | CAN Abd. | AUT 17 | GBR 16 | ALL 17 | HON 16 | BEL 16 | ITA Abd. | SIN 17 | JPN 18 | RUS Abd. | USA    | BRE    | ABU    |     | 21e        | 0      |

## Résultats aux 24 Heures du Mans
| Année | Voiture              | Équipe             | Équipiers                        | Résultat |
| ----- | -------------------- | ------------------ | -------------------------------- | -------- |
| 2015  | Nissan GT-R LM Nismo | Nissan Motorsports | Olivier Pla / Jann Mardenborough | Abandon  |